# Bahía Herradura
La bahía Herradura (en inglés: Horseshoe Bay) 54°18′S 36°15′O / -54.300, -36.250 es una bahía de la isla San Pedro, que se encuentra en la costa norte-central de la isla, al sudeste de la bahía Godthul y al norte de bahía Nueva Fortuna. Su extremo septentrional es el cabo Jorge y al sur se encuentra la pequeña caleta Johannsen.
Forma parte del archipiélago de las Georgias del Sur, considerado por la Organización de las Naciones Unidas (ONU) como un territorio en litigio de soberanía entre el Reino Unido —que lo administra como parte de un territorio británico de ultramar— y la República Argentina, que reclama su devolución, y lo incluye en el departamento Islas del Atlántico Sur de la provincia de Tierra del Fuego, Antártida e Islas del Atlántico Sur.